# Splanchnotrophus gracilis
Splanchnotrophus gracilis is een eenoogkreeftjessoort uit de familie van de Splanchnotrophidae. De wetenschappelijke naam van de soort is voor het eerst geldig gepubliceerd in 1863 door Hancock & Norman.